# Nothotsuga
Nothotsuga és un gènere de coníferes de la família Pinaceae. El nom del gènere significa Tsuga del sud, i en molts aspectes és un gènere intermedi entre els gèneres Keteleeria i Tsuga. Es distingeix de Tsuga per les seves pinyes més grosses i erectes i té bràctees exsertes i de Keteleeria per les seves fulles més curtes i les pinyes més petites.
Nothotsuga només conté una espècie, N. longibracteata, que es troba al sud-est de la Xina al sud de Fujian, nord de Guangdong, nord-est de Guangxi, nord-est de Guizhou i sud-est de Hunan.
És un arbre de fulla persistent que arriba a 30 m d'alt. Les fulles són aciculars i planes d'1,2-4 cm de llarg molt similars a les de Tsuga. Les pinyes són similars a les de Keteleeria però més petites, de 2,5-5 cm de llarg i erectes.
És un arbre molt rar i amenaçat d'extinció en estat silvestre, i actualment està protegit. Va ser descobert l'any 1932 i aleshores classificat com a Tsuga longibracteata, amb el seu propi gènere a partir de 1989.